# Ghettosocks
Ghettosocks (wł. Darren Pyper) – kanadyjski artysta i producent hip-hopowy, członek kolektywu Backburner. Występował również pod pseudonimem Teenburger. W swojej twórczości inspiruje się muzyką wczesnych lat 90., określanych mianem Złotej Ery Hip-Hopu.
W 2011 Ghettosocks był nominowany do nagrody Juno. W tym samym roku podczas gali East Coast Music Awards otrzymał nagrodę w kategorii najlepszy singiel hip-hopowy za utwór „Don’t Turn Around”

## Dyskografia

### Albumy
- Zoo School (2003)
- Battle Royale (2005) (z Bix, jako Alpha Flight)
- Get Some Friends (2006)
- Treat of the Day (2009)
- Heatwave (Backburner album)|Heatwave (2011) (z Backburner)
- Burgertime (2011) (z Timbuktu, jako Teenburger)
- Kissing Hands & Shaking Babies (2011) (z Muneshine, jako Twin Peaks)
- For You Pretty Things (2013)
- Wolves (2013) (z Bix, D-Sisive, Muneshine & Timbuktu, jako Wolves)

### EP
- The Perfect Strangers EP (2010) (Twin Peaks)
- Mount Crushmore EP (2012) (Twin Peaks & The Returners)

### Mixtape'y
- I Can Make Your Dog Famous (2008) (z DJ Jorun Bombay)
- We're Gonna Drink a Lot of Wine This Year, Boys (2012) (z DJ Jon Deck)

### Występy gościnne
- J-Bru - "Help! I Been Robbed" z Identity Crisis (2007)
- More or Les & Fresh Kils - "Pop & Chips" z The Les Kils EP (2009)
- Noah23 - "Old Dog" z Fry Cook on Venus (2011)